# Pentaglottis sempervirens
A Pentaglottis sempervirens a borágófélék (Boraginaceae) családjának egyik faja.
Nemzetségének az egyetlen faja.

## Képek

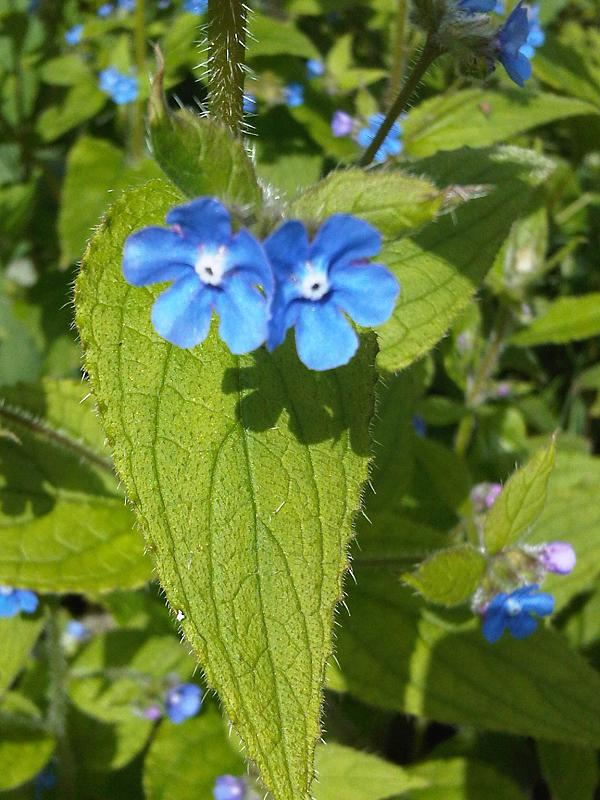
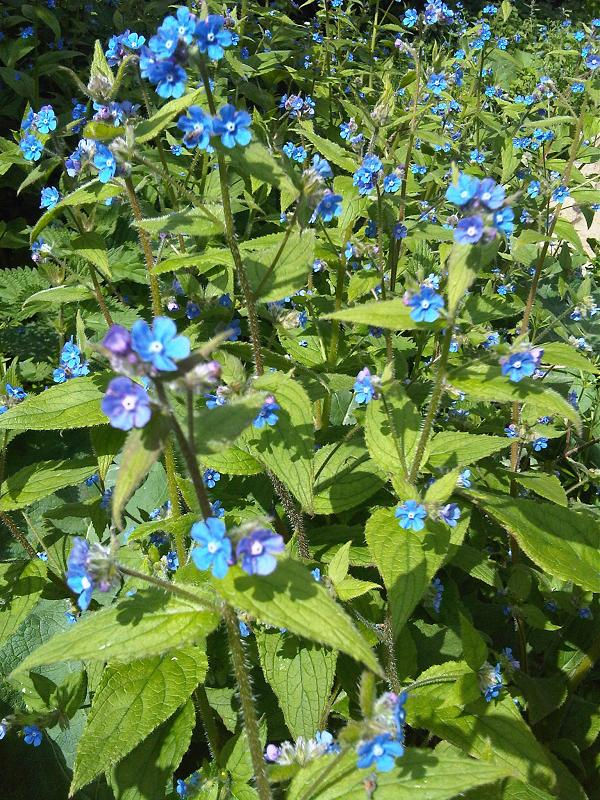
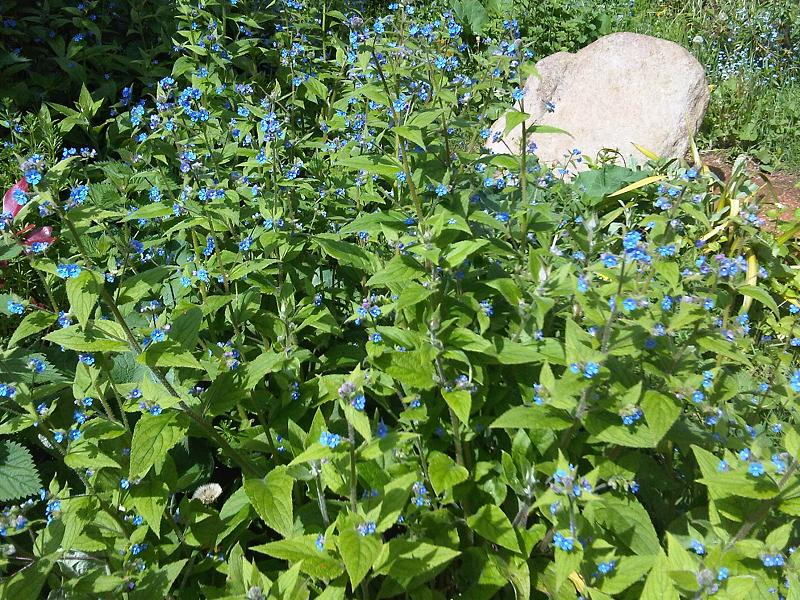
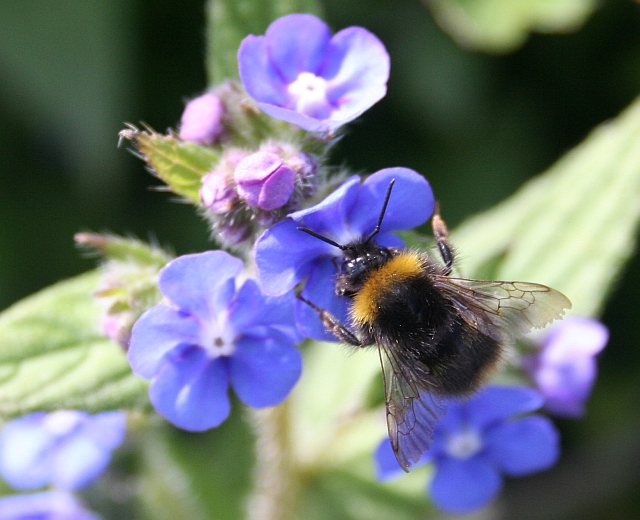
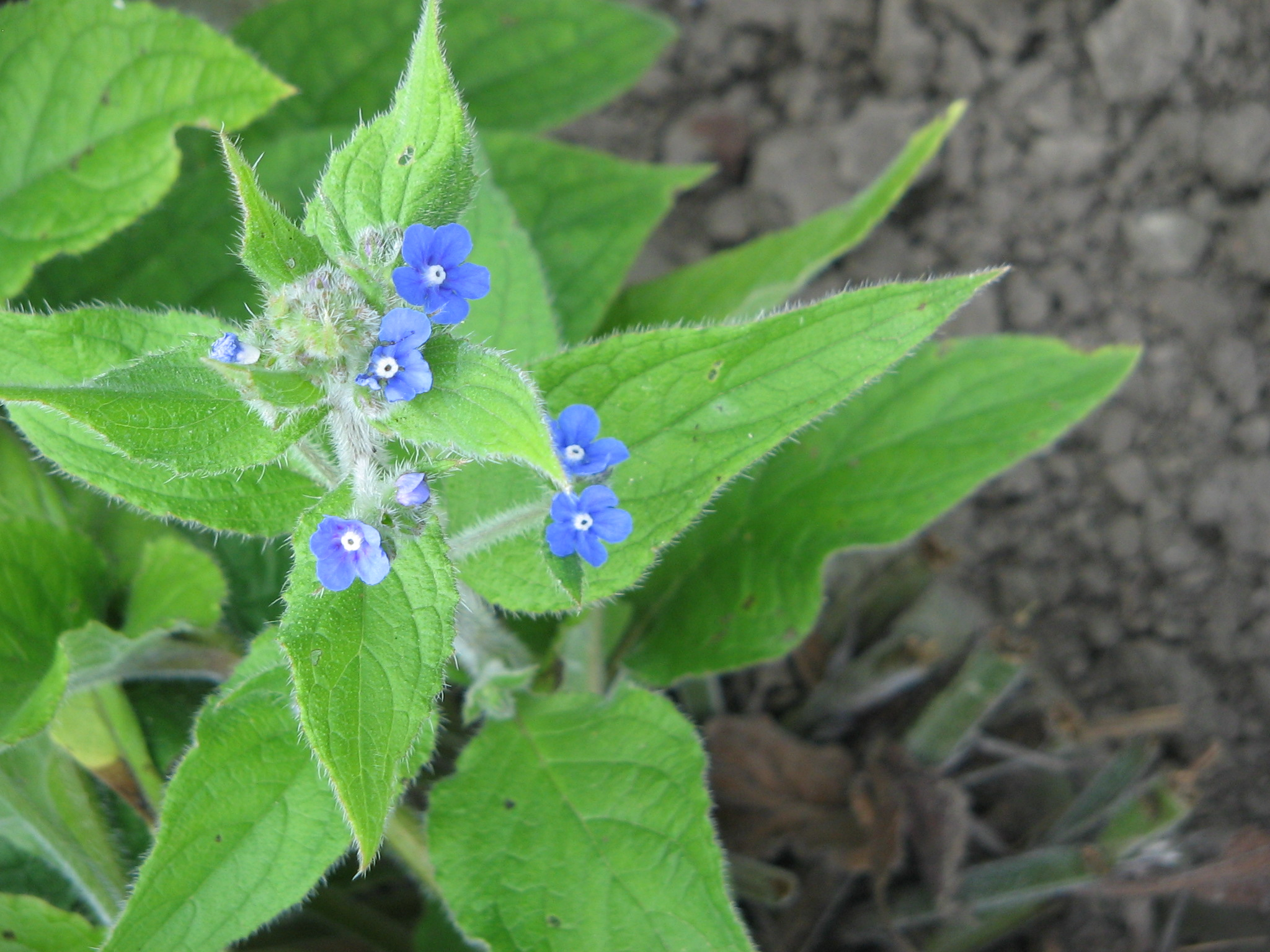

## Előfordulása
A Pentaglottis sempervirens eredeti előfordulási területe Franciaországban, Portugáliában és Spanyolországban található. Az ember azonban betelepítette a Brit-szigetekre, Belgiumba, Olaszországba és az egykori Csehszlovákiába.

## Megjelenése
Évelő örökzöld növény, amely körülbelül 60 centiméter magasra nő meg. Virágai élénk kék színűek.